# Sonora, Amatenango de la Frontera
Sonora är en ort i Mexiko.   Den ligger i kommunen Amatenango de la Frontera och delstaten Chiapas, i den sydöstra delen av landet, 900 km sydost om huvudstaden Mexico City. Sonora ligger 1 106 meter över havet och antalet invånare är 156.
Terrängen runt Sonora är bergig åt sydost, men åt nordväst är den kuperad. Runt Sonora är det ganska tätbefolkat, med 108 invånare per kvadratkilometer. Närmaste större samhälle är Frontera Comalapa, 13,1 km norr om Sonora. I omgivningarna runt Sonora växer huvudsakligen savannskog.